# Ahantas
Les Ahantas, Ayindas ou encore Anta sont une population d'Afrique de l'Ouest, vivant principalement le long de la côte du Ghana, dans la Région Occidentale entre le fleuve Ankobra et les montagnes de Sékondi. Ce sont des Akan culturellement liés aux Agnis ainsi qu'au groupe Nzema, et sont également influencé par les Fanti. Ils parlent la langue ahanta, et leur religion est le christianisme.
Ce sont des pêcheurs ou de petits paysans bien que leur territoire soit historiquement connu comme l'une des régions les plus riches de la côte, lui devant son nom : Côte de l'Or. Les différentes chefferies ahantas sont dirigées par un Chef Suprême (aujourd'hui, Nana Akwazi Abrabo IV) depuis la période pré-coloniale sous forme de confédération.

## Étymologie
Si la traduction littérale du nom Ahanta signifie en akan "La Terre des Jumeaux", dérivant de nta,  son sens véritable est à retrouver au travers d'une expression akane. Nkorɔfo yi w`anhanta hɔn ho signifie "ce peuple ne s'est pas séché". Le signification de Ahanta serait "celui qui se tient debout pour sécher son corps mouillé". Sachant que le mot Ahanta désigne également la confédération Ahanta, une devise lui est associée. Kɔkɔtɔ wokyiri me, Kɔtɔkɔ wokyiri me; Ntɛtɛ ne odupo ne gyapɛn ɛfi tete tete tete signifie en akan "Porc-épic tu me hais, Porc-épic tu me hais ; Les fourmis, les arbres puissants et l'ogyapam sont présents depuis longtemps. Abattez-les ! Abattez-les !". 
En tenant compte des influences culturelles du peuple, on réalise que le mot Ahanta est une contraction de hata en fanti et de yinda en ahanta, signifiant littéralement "habitants séchés".

## Histoire

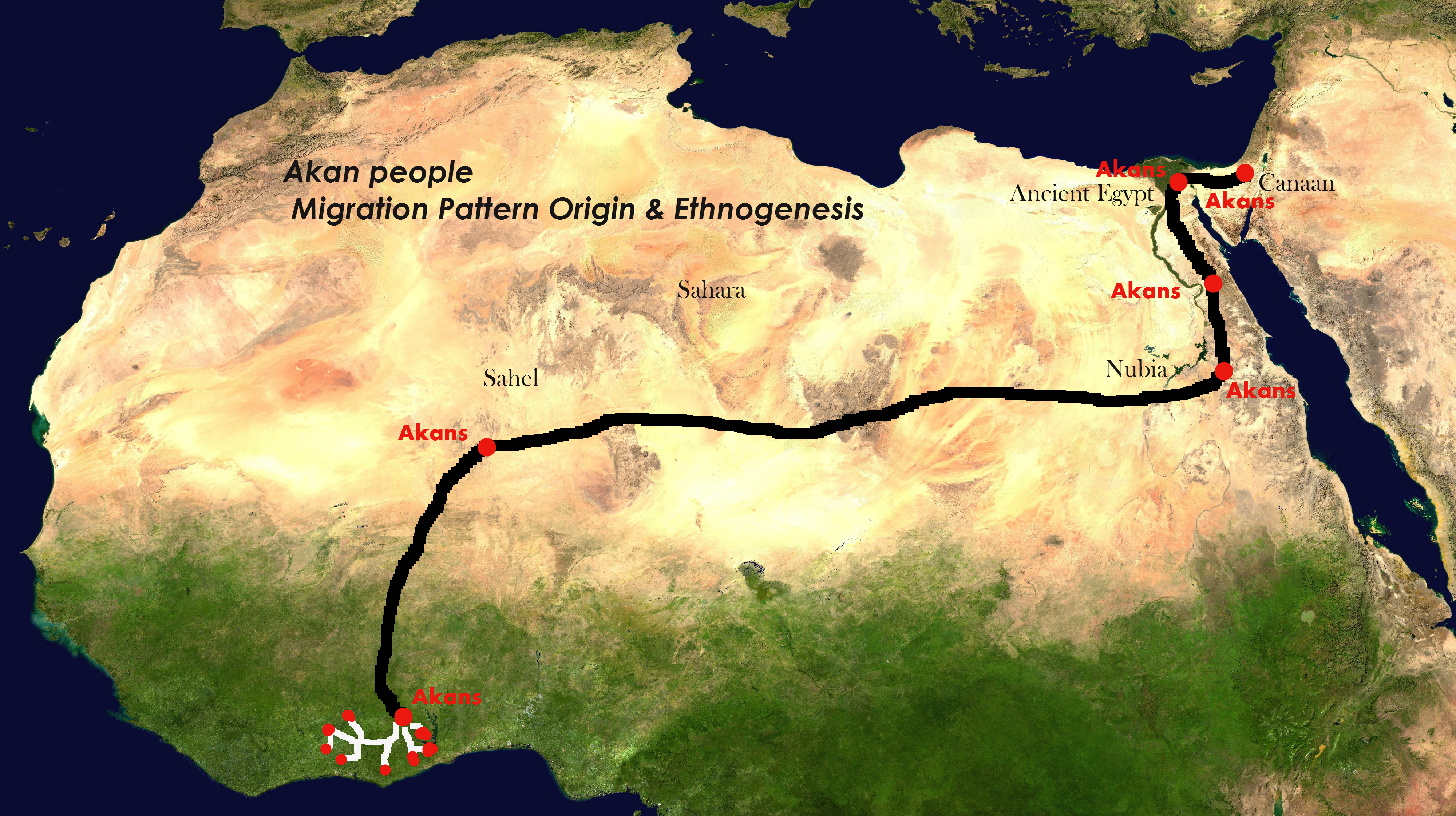
Tracé migratoire Akan.

### Origine
L'hypothèse la plus ancienne fait remonter l'origine des Ahantas aux migrations Akan du Nil aux côtés du roi légendaire Asebu Amanfi. Selon la tradition orale, ils auraient d'abord formé une tribu au sein du Royaume d'Asebu. Une autre faction des Ahanta rejoignent le Royaume de Bono.
Les Ahanta et les Fanti, migrent depuis l'ancien Royaume de Bono en 1229 vers la Côte de l'Or aux côtés du chef légendaire Badu Bonsu I. Ils s'établissent en chefferies dans différentes villes comme Butre, Sékondi-Takoari, Axim, Shama ou encore Busue. Ces différents chefs constituent une fédération qui est parfois nommée Royaume d'Ahanta et s'étendait sur la majorité de la Côte de l'Or.

### Colonisation
Les premiers contacts avec les Européens ont lieu durant le XIVe siècle avec les Portugais, cependant la première colonie européenne provient de Dieppe, en France, après la fondation de Petit Dieppe (comté de River Cess), en 1364, les Dieppois s'installent sur la Côte de l'Or et fondent La Mine, aujourd'hui Elmina. Les Normands abandonnent la colonie en 1414 à cause de la guerre de Cent Ans et les Portugais profitent du conflit pour s'emparer en 1433 de la colonie et de son fort qu'ils renomment Saint George del Mina. Historiquement, les Ahanta font partie des premières villes côtières à accueillir des comptoirs européens. 
En 1637, la Compagnie néerlandaise des Indes occidentales s'empare du fort d'Elmina et évince progressivement les comptoirs portugais tandis que la Compagnie suédoise d'Afrique s'installe à Butre. Durant cette période du XVIIe siècle, la confédération ahanta est partagée entre plusieurs colonies européennes : néerlandaise, suédoise, britannique, portugaise, danoise. La Compagnie établit de nouvelles positions à Sékondi et y construisent le Fort Orange en 1642. Puis, à Butre, ils délimitent leur souveraineté via le Traité de Butre et placent les Ahanta sous protectorat hollandais. Cependant, bien que les termes et conditions du traité soient de nature amicale, les contemporains ahantas indiquent que les Néerlandais ont rapidement violé les conditions afin de s'engager activement dans l'esclavage, et ce avant d'étendre cette pratique aux autres colonies ensuite.  
La population Ahanta décroit fortement à la fin du XVIIe siècle à la suite de la guerre contre les Adom qui débute en 1690. Ceux qui survivent au conflit se réfugient au Fort Batenstein de Butre. La capacité initiale de 3000 hommes armés tombe à une quelques centaines et la plupart des cités et ports ahantas sont détruits.   
Dans les années 1830, Badu Bonsu II devient chef suprême et roi des Ahanta, il s'opposera aux ingérences néerlandaises et tente de les chasser des colonies. La guerre ahanto-néerlandaise se conclut sur une défaite. Badu Bonsu, et d'autres membres de la famille royale sont pendus publiquement et la tête du roi est ramenée aux Pays-Bas. La tradition orale locale indique que les principales villes Ahanta ont été brûlées et saccagées, provoquant le mort de nombreux habitants et l'exil d'une autre partie. Cette défaite signe un important déclin démographique des Ahantas ainsi que leur importance sur le plan politique local. Badu Bonsu II est également perçu localement comme un héros de la lutte contre l'esclavage.  
En 1871, les Ahantas sont transférés sous souveraineté britannique, mais résistent. La Royal Navy bombarde les villes côtières en répression. L'occupation étrangère des territoires Ahanta s'étend jusqu'en 1957.

### Redécouverte de la tête de Badu Bonsu II
En 2005, soit près de 170 ans après la décapitation de Badu Bonsu II, sa tête est retrouvée dans un bocal de formol au Centre médical universitaire de Leyde à la suite des recherches effectuées par Arthur Japin, un auteur néerlandais,,. 
En 2009, la restitution de la tête est organisée aux côtés du président John Evans Atta Mills et du conseil traditionnel d'Ahanta. Une cérémonie de purification est opérée à La Haye afin que Badu Bonsu puisse être enterré. Cependant, la tête est encore à ce jour à Accra. Les Ahantas s'indignent que la restitution de la tête n'ait pas été envoyée en territoire Ahanta,. 
Le 20 décembre 2022, le gouvernement néerlandais représenté par son premier ministre Mark Rutte présente ses excuses pour les crimes de guerre commis par son pays durant les traites négrières. Les représentants du peuple Ahanta en profitent pour rappeler leurs exigences relatives à Badu Bonso II et demandent justice pour ceux qui ont été massacrés sur les instructions de Guillaume Ier. Ils demandent réparation pour tous les dommages perpétrés durant les siècles d'esclavage.

## Répartition et structure

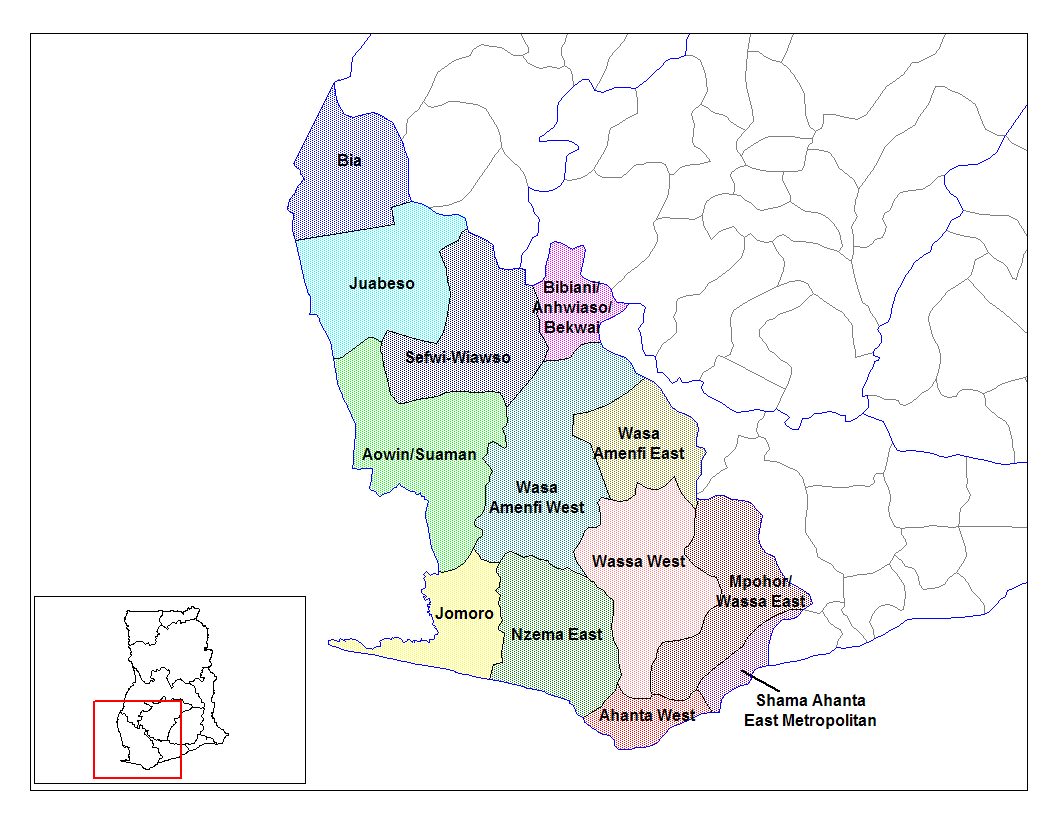
Présence des Ahantas dans les districts Ahanta West et Shama Ahanta (Région Occidentale)

Les principales villes Ahanta sont Sékondi, Takoradi, Kwesimintsim, Apremdo, Beahu, Ewusiejoe, Bokro, Aboadi, Akwidaa, Agona Nkwanta, Busua, Butre, Esikadu et Dixcove dans la Région Occidentale du Ghana. La population Ahanta ne représente plus que 208,000 individus, soit 0,7% de la population ghanéenne.  
La capitale traditionnelle des Ahantas est Busua, cependant, sa destruction par les néerlandais au XIXe siècle a provoqué une diaspora Ahanta qui les repousse vers l'intérieure des terres. Esikadu et Dixcove sont devenues plus importantes au cours du XXe siècle et endossent cette fonction. 

### Conseil traditionnel d'Ahanta
Les Ahantas sont répartis en plusieurs chefferies possédant chacune leur famille royale. L'ensemble de ces chefferies dépendent du Chef Suprême et Suzerain qui est également par tradition le président du Conseil traditionnel d'Ahanta. En 2022, Baidoe Bonsoe XV décède et son poste est vacant. Une polémique naît car quelques chefs envisagent de nommer Eunice Jacqueline Labianca au poste de présidence. La famille royale pointe une tentative dangereuse de déformer les coutumes et traditions culturelles ahanta. En l'attente d'une décision, Nana Akwanzi Abraba IV est nommé président par intérim. 

## Culture

### Foomfoom ou Abele Azani
La nourriture traditionnelle des Ahantas est une préparation à base de maïs rouge nommé Abele Azani en langue ahanta. Ils associent à cet aliment une croyance divine, lui attribuant des propriétés magiques. Le Foomfoom relierait les vivants et leurs ancêtres, guérirait des maladies, chasserait les démons et apporterait la fortune. Les traditions liées au Foomfoom s'estompent, mais on le retrouve encore comme héritage culturel durant le festival Kundum.

### Festival Kundum
Le festival Kundum est un festival agricole qui est à l'origine religieux. Son objectif est initialement de repousser les mauvais esprits par des dances, tambours et festins. Aujourd'hui, cette célébration permet de préserver la culture du peuple Ahanta et des Nzema. Le festival dure huit jours, contre un mois auparavant. 
D'après la tradition orale, Egya Kundu est le fondateur du festival qu'il initie dans le village d'Aboade. Une grande famine suit l'événement, et le village est épargné. Les oracles locaux enjoignent toute la société ahanta à imiter le festival.

### Déclin culturel

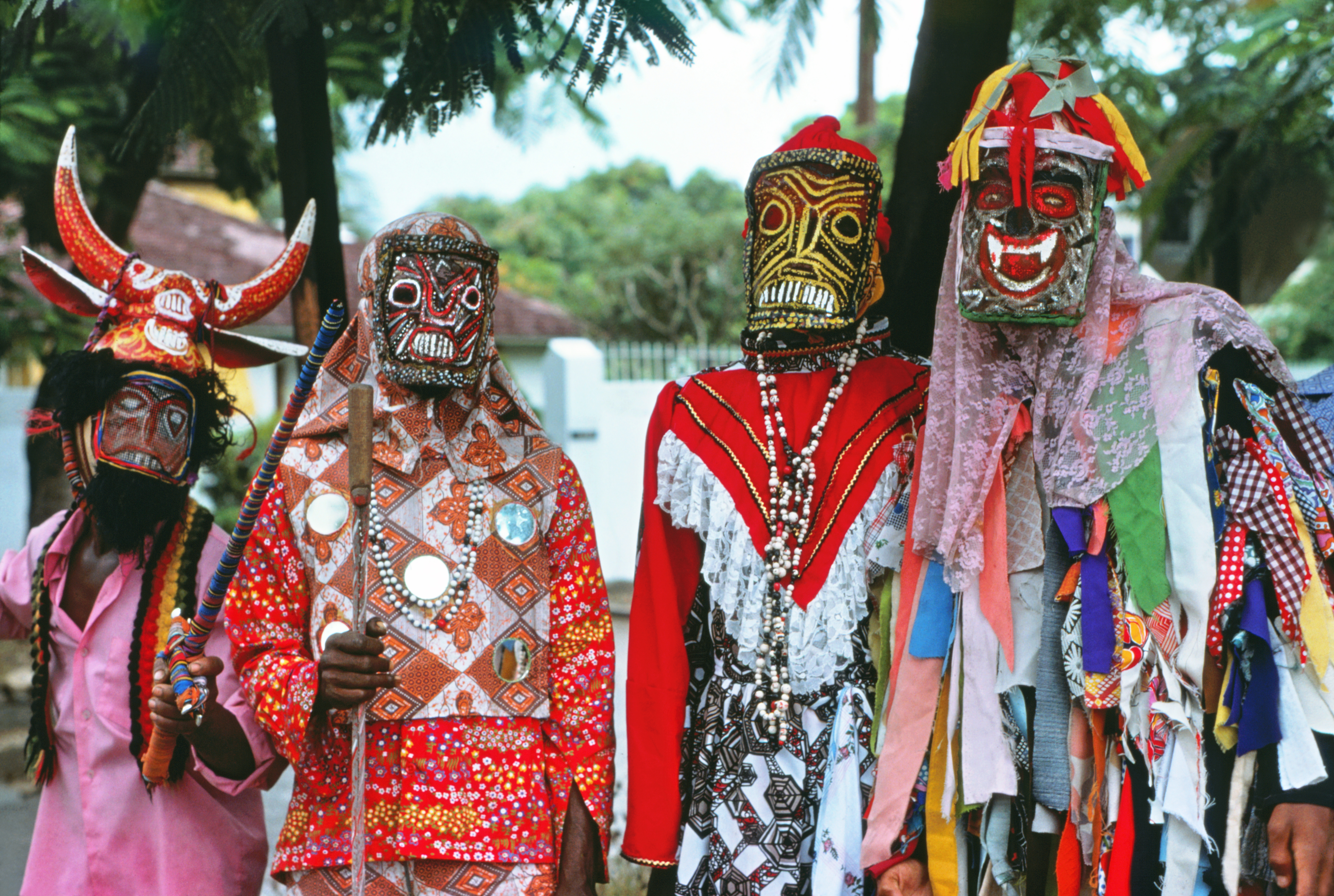
Participants du festival Jonkanoo revêtant des costumes Ahanta et des effigies de John Canoe.

Aujourd'hui, la langue ahanta est en voie de disparition pour des raisons de forte diminution démographiques, de précarisation locale et de disparités tribales. Les auteurs locaux accusent les conséquences du colonialisme et de la traite négrière importe sur les côtes occupées par la population ahanta, considérant que l'identification culturelle s'est déconstruite à cause de l'impact sociologique encore récent du colonialisme. Certains avis sont très critiques face aux excuses officielles du gouvernement des Pays-Bas présentées par Mark Rutte,. La diaspora Ahanta est directement associée à la diaspora Akan vers les Amériques et les Caraïbes. Plusieurs personnalités Ahanta sont considérés comme des héros de la diaspora africaine, tels que Badu Bonsu II et John Canoe (Nana Asafohe Jan Kwa I). Le festival Junkanoo, en Jamaïque, dans les Caraïbes anglophones ainsi qu'à Miami commémore l'histoire de John Canoe et les populations de la diaspora africaine, en particulier Ahanta. Ce festival raconte l'histoire d'un autre conflit ahanto-néerlandais visant à mettre fin à l'esclavage en 1720. 

## Personnalités notables
- Nana Kobina Nketsia IV, première vice-chancelière africaine de l'Université du Ghana[23] et reine Ahanta.

- Apemenyimheneba Kwofie III, auteur et historien ahanta.
- John Canoe, guerrier d'Axim et chef Ahanta, commémoré lors du festival Junkanoo.
- Badu Bonsu II, chef suprême (roi) Ahanta qui s'est opposé aux Provinces Unies lors de la guerre ahanto-néerlandaise.
- Joe Baidoo-Ansah (en), ancien ministre du Commerce et de l'Industrie
- Otumfuo Badu Bonsu XV, roi Ahanta décédé en 2022

### Discographie
- (en) Ghana : ancient ceremonies, dance music & songs (compilation Stephen Jay), WEA international, Warner Music France, 1979 (1 CD comprenant deux chants Ahanta + 1 livret)